# Aristotelia billii
Espèce
Aristotelia billii est une espèce d'insectes hétérocères (papillons) de la famille des Gelechiidae. Elle est avérée uniquement dans le Midi en France.

## Systématique
L'espèce Aristotelia billii a été décrite en 2013 par Thierry Varenne (d) et Jacques Nel (d), deux entomologistes français.

## Étymologie
Son épithète spécifique, billii, lui a été donnée en l'honneur de Frédéric Billi (d).